# Constant Pellegrin
Constant Pellegrin (Brussel, 10 december 1893 - 1983) was een Belgisch kunstenaar.
Hij werkte in verschillende kunstambachtbedrijven. In 1958 behaalde hij de zilveren medaille van de stad Parijs.
Met Constant Pellegrin kwam de "Vilvoordse School" tot bloei. Als tekenleraar aan de tuinbouwschool te Vilvoorde oefende hij op zijn leerlingen, onder wie Martin Bollé, een grote invloed uit. Zijn werken, niet vreemd aan impressionistische invloeden, stralen een niet te verbergen beweging uit. Deze beweging werd bekomen door een licht afwijkend verticalisme, alsook door het inspelen van het zonlicht in de steeds trillende natuur.
Personages in beweging versterken deze dynamiek.